# Хапоель (Єрусалим)
«Хапоель» (Єрусалим) (івр. הפועל ירושלים) — спортивна організація в місті Єрусалим, є місцевим відділенням руху «Хапоель». Клуб був створений у 1920-х роках і представляє місто в більшій кількості видів спорту, ніж будь-яка інша спортивна організація в Єрусалимі. Клуб веде спортивні секції з баскетболу, футболу, плавання, волейболу і футзалу.

## Секції

### Футбол
Футбольна команда була створена в 1920-ті роки і протягом багатьох років була провідним клубом в Єрусалимі. Найбільшим досягненням клубу є виграш Кубка Ізраїлю в 1973 році, через рік після того як вони були фіналістом цього турніру.
У 1980-х роках провідним клубом міста став «Бейтар», а «Хапоель» став виступати у нижчих ізраїльських лігах.

### Баскетбол

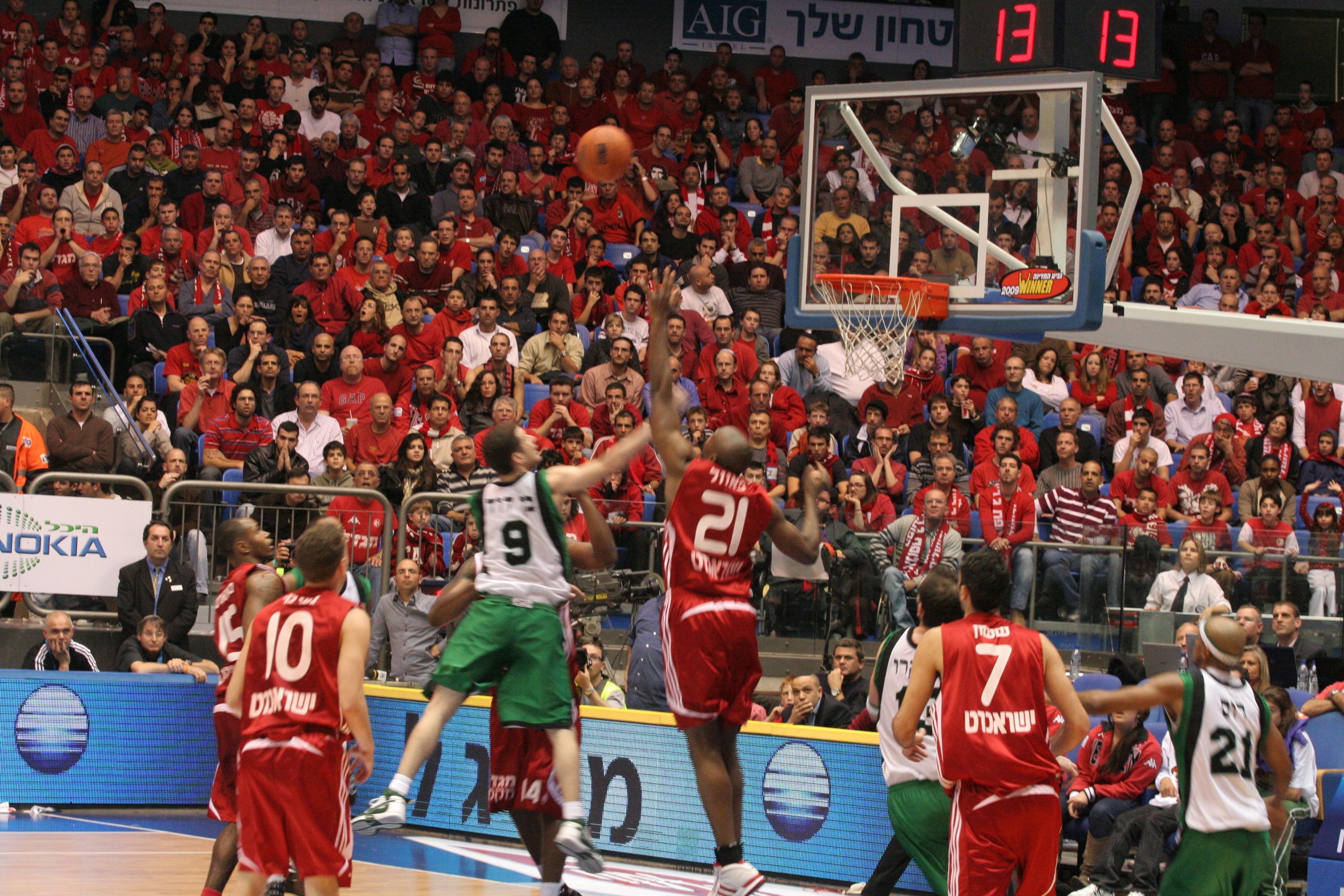
Баскетбольна команда «Хапоель» Єрусалим

БК «Хапоель» (Єрусалим) є другим за величиною клубом в Ізраїлі після європейського гранда клубу «Маккабі» (Тель-Авів). Найбільшим досягненням «Хапоеля» стала перемога в Кубку УЛЄБ у 2004 році, другого за силою турніру у Європі.

### Футзал
«Хапоель» (Єрусалим) є одним з найсильніших футзальних команд в Ізраїлі.

### Плавання
Плавальна асоціація «Хапоель» (Єрусалим) була створена в 1988 році для просування водних видів спорту в Єрусалимі й околицях. В 1991 році «Хапоель» виграв вперше національний чемпіонат. З тих пір він виграв чемпіонат 19 разів, затвердивши себе в якості лідера в ізраїльському плаванні.
Починаючи з 2002 року клуб брав участь у чемпіонаті Ізраїлю з тріатлону, а з 2006 року — з водного поло. Клуб також є національним лідером в синхронному плаванні.
«Хапоель» бере участь у національних та міжнародних змаганнях, а його плавці неодноразово представляли Ізраїль на Олімпійських іграх, чемпіонатах Європи та інших іграх.

## Волейбол
Волейбольна команда «Хапоель» грає в Прем'єр-лізі з волейболу, втім серйозних результатів не має.